# Hines (Oregon)
Pour les articles homonymes, voir Hines.
Hines est une municipalité américaine située dans le comté de Harney  en Oregon.
Lors du recensement de 2010, sa population est de 1 563 habitants. La municipalité s'étend sur 2,13 milles carrés (5,52 km2), dont 0,05 milles carrés (0,13 km2) d'étendues d'eau.

## Histoire

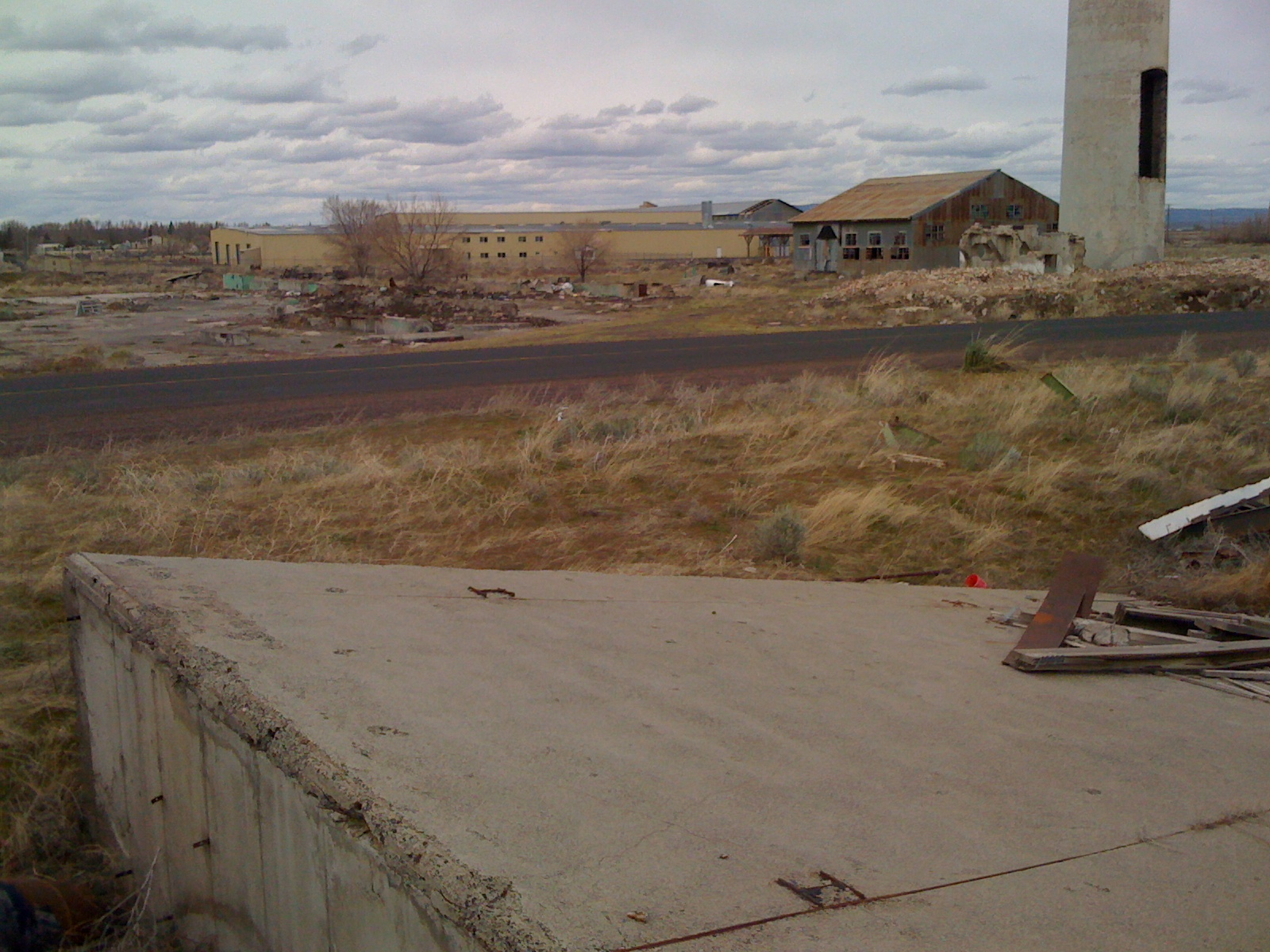
L'ancienne scierie de Hines.

En 1928, la Edward Hines Lumber Company s'implante dans la forêt nationale de Malheur pour construire un chemin de fer et une scierie. Une ville est fondée pour les ouvriers de l'usine. La commune voisine de Burns souhtaite annexer la ville mais Hines devient une municipalité indépendante le 13 décembre 1930.